# Oestrich-Winkel
Oestrich-Winkel is een plaats in de Duitse deelstaat Hessen, gelegen in de Rheingau-Taunus-Kreis. De stad telt 11.873 inwoners.

## Geografie
Oestrich-Winkel heeft een oppervlakte van 59,53 km² en ligt in het centrum van Duitsland, iets ten westen van het geografisch middelpunt.

## Bezienswaardigheden
- Sint-Martinuskerk

Aarbergen ·
Bad Schwalbach ·
Eltville am Rhein ·
Geisenheim ·
Heidenrod ·
Hohenstein ·
Hünstetten ·
Idstein ·
Kiedrich ·
Lorch ·
Niedernhausen ·
Oestrich-Winkel ·
Rüdesheim am Rhein ·
Schlangenbad ·
Taunusstein ·
Waldems ·
Walluf